# غابرييل ميليونيكو
غابرييل ميليونيكو (بالإسبانية: Gabriel Migliónico)‏ هو لاعب كرة قدم أرجنتيني في مركز الهجوم، ولد في 20 يناير 1978 في بوينس آيرس في الأرجنتين. لعب مع نادي دانوبيو.

## وصلات خارجية
- غابرييل ميليونيكو على موقع قاعدة بيانات كرة القدم.إي يو (الإنجليزية)
- غابرييل ميليونيكو على موقع Soccerway.com (الإنجليزية)